# Права ЛГБТ в Албанії

Гомосексуальні стосунки в Албанії легальні з 1995 року. Вік сексуальної згоди — 14 років (для всіх, незалежно від статі та/або сексуальної орієнтації) з 2001 року.
Албанія ратифікувала Протокол № 12 Європейської конвенції про захист прав людини та основних свобод, крім того, Албанією була підписана у 2007 році Декларація ООН про сексуальну орієнтацію і гендерну приналежність.
4 лютого 2010 року парламент Албанії одноголосно прийняв всеосяжний закон про боротьбу з дискримінацією, який забороняє дискримінацію за ознакою сексуальної орієнтації та гендерної ідентичності. Закон поширюється в усі сфери, включаючи зайнятість, надання товарів і послуг, освіта, охорона здоров'я і житло. Албанія є однією з кількох європейських країн, явно забороняють дискримінацію за ознакою гендерної ідентичності. Закон також перевищує мінімальні стандарти ЄС, які вимагають, щоб роботодавці утримувалися від дискримінації на основі сексуальної орієнтації. Відповідно до цього закону був створений незалежний орган — Інститут по боротьбі з дискримінацією.
4 травня 2013 року парламентом Албанії одноголосно внесено зміни до Кримінального кодексу з метою прирівняти злочини на ґрунті ненависті щодо сексуальної орієнтації та гендерної ідентичності на одному рівні зі злочинами проти статі, раси, національності, віросповідання, інвалідності та т. д. Він також прийняв новий закон про покарання за розповсюдження гомофобної інформації за допомогою інших засобів (у тому числі Інтернету), за що передбачається штраф і до 2 років позбавлення волі.